# رابرت ویتاکر
 رابرت ویتاکر (انگلیسی: Robert Whittaker؛ ۲۷ دسامبر ۱۹۲۰ – ۲۰ اکتبر ۱۹۸۰) یک دانشمند در زمینه بوم‌شناسی اهل ایالات متحده آمریکا بود.